# 財政部臺北國稅局
財政部臺北國稅局是中華民國財政部所轄機關，負責臺北市行政區域內國稅徵收；服務國稅稅目有綜合所得稅、營利事業所得稅、營業稅、遺產稅、贈與稅、貨物稅、菸酒稅、證券交易稅及期貨交易稅、特種貨物及勞務稅等稅目。

## 沿革
- 1967年7月1日，臺北市升格為院轄市，財政部決定將委託臺北市稅捐稽徵處代徵之國稅收回自徵，而設立「財政部臺北市國稅局」，當時與臺北市稅捐稽徵處合署辦公。
- 1984年，遷移至臺北市忠孝東路四段547號（財政部財政資訊中心現址）。
- 1992年9月29日，遷移至臺北市萬華區中華路一段2號（美國駐中華民國大使館臺北舊址）。
- 2013年1月1日，配合行政院組織改造，更名為「財政部臺北國稅局」。
- 2023年1月16日，配合政府組織調整，內部單位由10「科」整併為6「組」

## 組織
- 局長
  - 副局長
    - 主任秘書
      - 核稿秘書

### 局內單位
業務單位
- 營所稅組
- 綜所遺贈稅組
- 銷售稅組
- 法務組
- 綜合行政組
- 徵收及資訊組

行政單位
- 秘書室
- 人事室
- 政風室
- 主計室
- 監察室

所屬四級機關
- 中正分局：中正區
- 大安分局：大安區
- 松山分局：松山區
- 信義分局：信義區

派出單位
- 中北稽徵所：中山區松江路以東22個里
- 中南稽徵所：中山區松江路以西20個里
- 大同稽徵所：大同區
- 萬華稽徵所：萬華區
- 內湖稽徵所：內湖區
- 南港稽徵所：南港區
- 士林稽徵所：士林區
- 北投稽徵所：北投區
- 文山稽徵所：文山區

## 外部連結
- 財政部臺北國稅局 （页面存档备份，存于）（繁體中文）（英文）